# پارانوید (آلبوم)
پارانوید (به انگلیسی: Paranoid) دومین آلبوم استودیویی گروه هوی متال انگلیسی بلک سبث است که در ۱۸ سپتامبر ۱۹۷۰ منتشر شد. این آلبوم که در سپتامبر ۱۹۷۰ عرضه شد، تا زمان انتشار آلبوم ۱۳ در سال ۲۰۱۳، تنها آلبوم گروه بود که در صدر جدول آلبوم‌های برتر بریتانیا قرار می‌گرفت. پارانوید چندین ترانه‌های شناسه بلک سبث مانند مردآهنی، خوک‌های جنگ و ترانه هم نام آلبوم را دربردارد. بیش از ۱۲ میلیون نسخه از این آلبوم در سراسر جهان به فروش رسیده‌است.
در سال ۲۰۱۷ مجلهٔ رولینگ استون فهرستی از «۱۰۰ آلبوم برتر متال همهٔ زمان‌ها» منتشر کرد و جایگاه نخست آن فهرست را به پارانوید اختصاص داد.

## فهرست ترانه‌ها
متن همهٔ ترانه‌ها توسط گیزر باتلر، مگر آنکه ذکر شده باشد نوشته و موسیقی همهٔ آنها توسط بلک سبث (آیومی/باتلر/وارد/آزبورن) ساخته شده‌است.
| Side one | Side one                      | Side one |
| شماره    | نام                           | مدت      |
| -------- | ----------------------------- | -------- |
| ۱.       | «خوک‌های جنگ»                  | ۷:۵۷     |
| ۲.       | «پارانوید»                    | ۲:۵۳     |
| ۳.       | «کاروان سیاره» (آزبورن/باتلر) | ۴:۳۲     |
| ۴.       | «مرد آهنی»                    | ۶:۰۰     |

| Side two | Side two                            | Side two |
| شماره    | نام                                 | مدت      |
| -------- | ----------------------------------- | -------- |
| ۵.       | «تشییع جنازه الکتریک»               | ۴:۵۳     |
| ۶.       | «دست سرنوشت»                        | ۷:۰۸     |
| ۷.       | «سالاد موش»                         | ۲:۳۰     |
| ۸.       | «پریان چکمه می‌پوشند» (بالتر/آزبورن) | ۶:۱۵     |